# Francesco Arcangeli
Francesco Arcangeli (18 de mayo de 1737 – 20 de julio de 1768) fue un cocinero italiano y delincuente, el asesino del famoso historiador del arte Johann Joachim Winckelmann (1717 – 1768). 

## Biografía
Natural de Campiglio di Cireglio, villorrio del municipio de Pistoia (Gran Ducado de Toscana), Francesco Arcangeli era un cocinero de profesión y ya había sido sujeto de condenas criminales, ingresando en prisión en cuatro ocasiones por robo, hurto y estafa (se había hecho pasar por un supuesto conde húngaro).

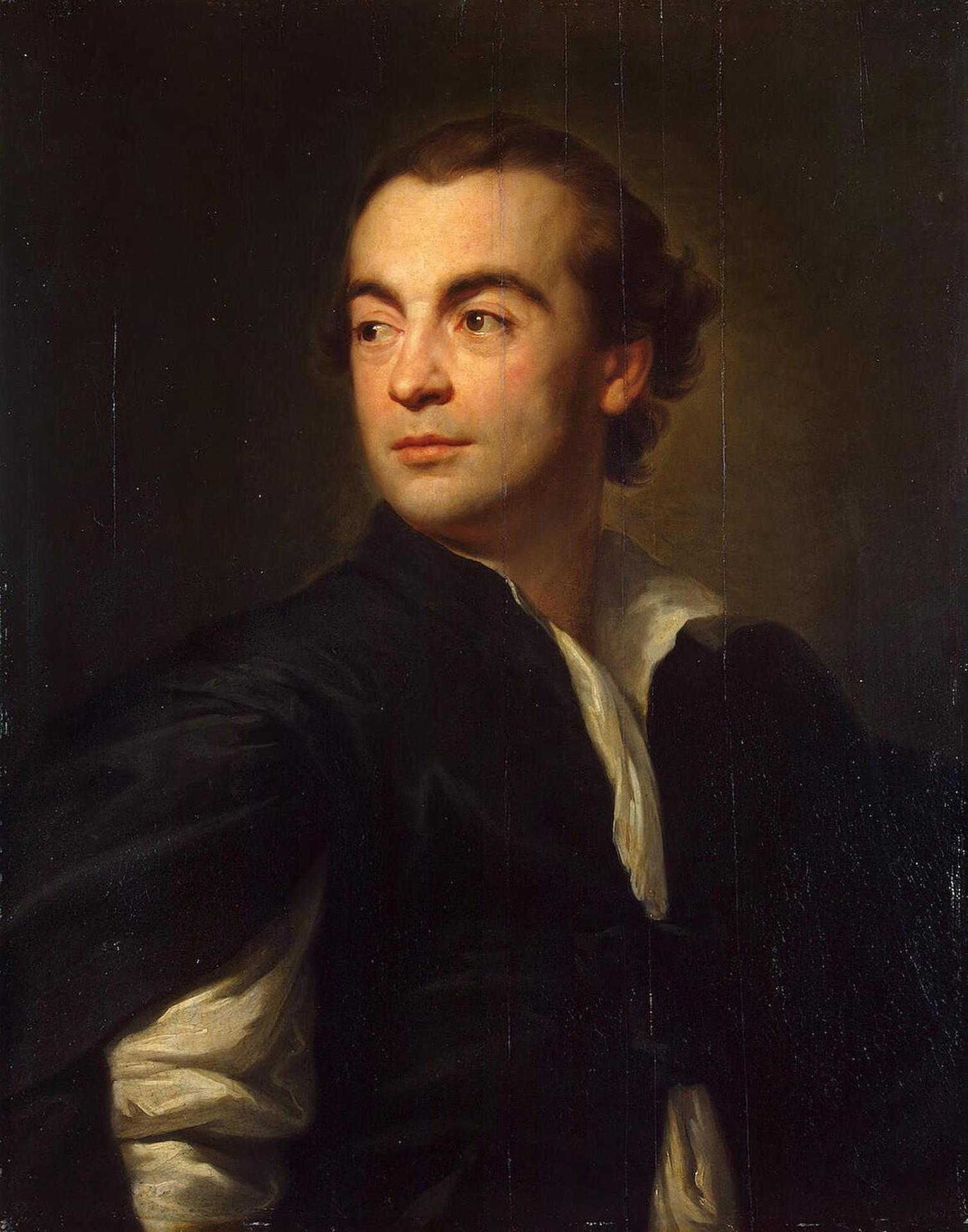
Winckelmann, por Anton Raphael Mengs (c. 1775).

### Asesinato de Winckelmann
Johann Joachim Winckelmann, de 50 años y Prefecto de Antigüedades del papa Clemente XIII, llegó de incógnito, bajo el nombre de Signor Giovanni, a Trieste (Sacro Imperio Romano Germánico) el 1 de junio de 1768. Había viajado al norte, junto con un amigo, el escultor Bartolomeo Cavaceppi, para visitar su Alemania natal después de trece años de ausencia. Por extraño que parezca, a la vista de los Alpes tiroleses Winckelmann entró en pánico y reflexionó si interrumpir el viaje. Pero Cavaceppi le había convencido de ir hasta Viena, donde el erudito había sido recibido y honrado por la emperatriz María Teresa. Entonces Winckelmann, deprimido, incapaz de soportar la atmósfera alemana y desesperado por regresar a Italia, había abandonado abruptamente a su amigo, a pesar de sus súplicas, para regresar a los Estados Pontificios completamente solo. Los dos amigos se habían separado en la capital de los Habsburgo, y Winckelmann se dirigió a Trieste. Allí, se hospedó en la Osteria Grande (la posada principal de la ciudad y actual Grand Hotel Duchi d'Aosta, en la actual Piazza Unità d'Italia), esperando un barco con destino a Ancona, el puerto adriático de los Estados Pontificios, para regresar a Roma. En la posada, Winckelmann conoció a Francesco Arcangeli, un cocinero desempleado y camarero, así como ladrón ocasional, que se alojaba en la habitación de al lado. Arcangeli visitó a Winckelmann cada anochecer en su habitación, donde el erudito le mostró sus medallas de oro y plata, incluyendo la que acababa de recibir de la emperatriz María Teresa. Los dos pasaron mucho tiempo juntos, comiendo, caminando y hablando, durante la semana siguiente desde su reunión.
El 7 de junio, Arcangeli acompañó a Winckelmann a comprar un lápiz y una navaja. Luego regresó el mismo día de la compra solo a la misma tienda, donde compró un cuchillo, y después en otra tienda, una cuerda. Al día siguiente, 8 de junio de 1768, visitó a Winckelmann en su habitación después de la cena como solía. Fue allí que se abalanzó sobre el intelectual intentando estrangularle con la cuerda: Winckelmann lo empujó y Arcangeli sacó su cuchillo, y lucharon. En su testimonio, Arcangeli dijo que acuchilló a Winckelmann no solo en el pecho, sino también "más abajo", lo cual tiene connotaciones sexuales. Arcangeli entonces huyó, dejando a Winckelmann gritando en la escalera: "Mirad lo que me ha hecho!". Winckelmann pasó sus últimas horas dictando testamento y perdonó a Arcangeli. Fue enterrado al día siguiente en el cementerio de la catedral de Trieste. Sin embargo, Arcangeli fue arrestado y sentenciado a muerte el 18 de julio, condenado a ser roto en la rueda en la plaza delante de la posada. La sentencia fue ejecutada dos días más tarde, el 20 de julio.

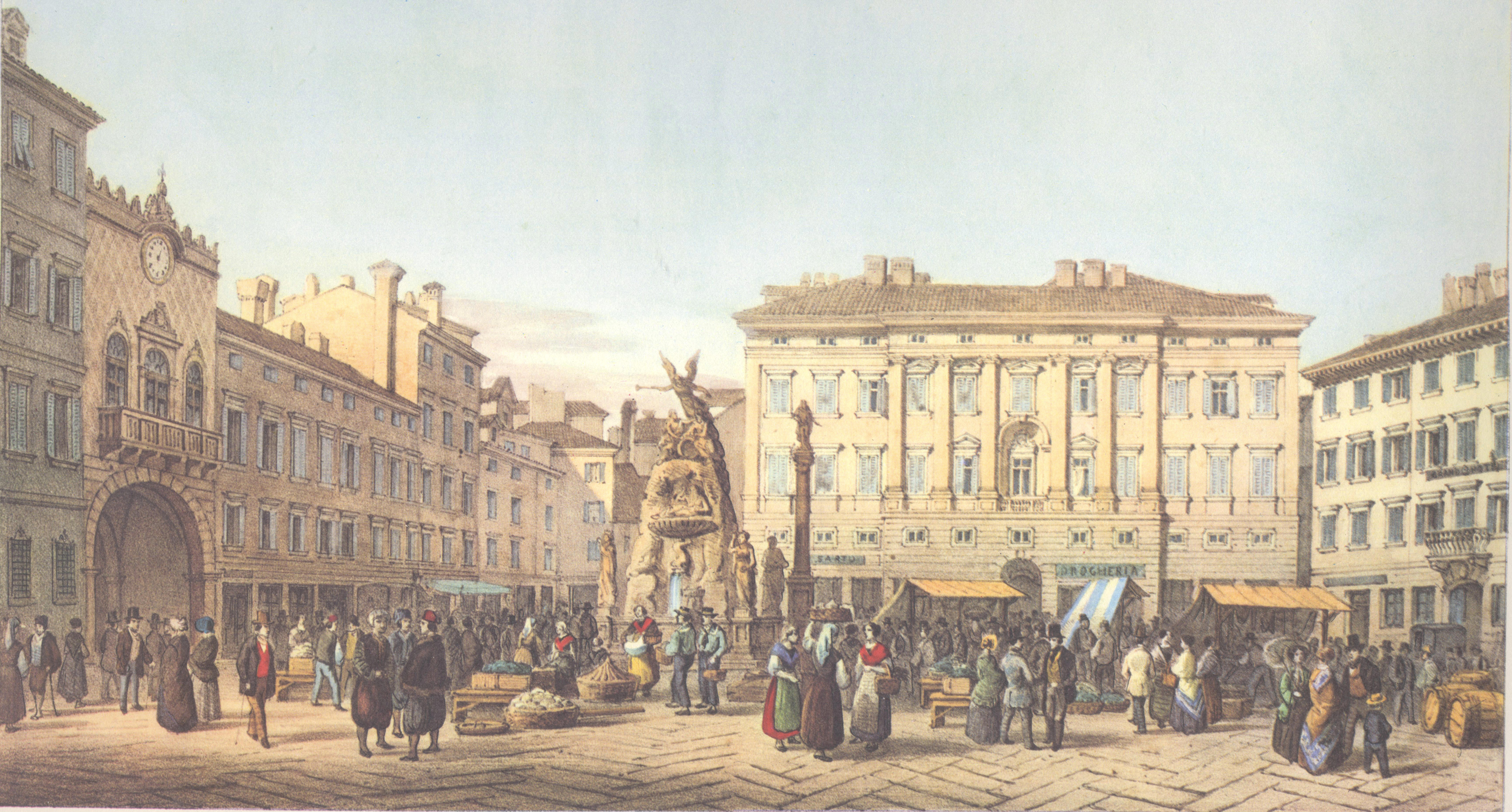
Imagen histórica de la actual Piazza Unità d'Italia en Trieste, en 1854.

### Hipótesis
La noticia del extraño crimen se extendió por la Europa erudita y causó gran impresión en la alta sociedad (Johann Wolfgang von Goethe, por ejemplo, siempre recordó cuándo y dónde recibió la noticia de la muerte de Winckelmann). El asesinato de Winckelmann fue objeto de numerosas especulaciones y narrativas en discursos y correspondencias privados así como en informes forenses, artículos y discursos públicos. El profesor Lionel Gossman, por ejemplo, cree que hay reminiscencias del asesinato de Winckelmann, conscientes o no, en la obra de Thomas Mann La muerte en Venecia (1912).
Arcangeli tuvo seis interrogatorios, durante los que proporcionó versiones contradictorias de los acontecimientos: dijo que lo había matado por creerle un espía, después que solo para atracarle, luego por creerle un judío o un luterano (Arcangeli habría sospechado de un libro escrito con caracteres extraños que había notado en el escritorio del erudito, pero en realidad escrito en griego). Aparentemente, Arcangeli no creyó que el Signor Giovanni fuera rico, y en la huida después del ataque no se llevó las medallas. También causó extrañeza el comportamiento de Winckelmann: su registro con un nombre falso, la ausencia de cualquier contacto con autoridades o personas notables durante su estancia en Trieste así como su asociación con un individuo de mala reputación como Arcangeli y su reticencia a identificarse abiertamente en las horas antes de su muerte. Se cree generalmente que Winckelmann fue asesinado durante un intento de robo, pero incluso la hipótesis de un delito sexual fue muy exitosa: los contemporáneos no tenían ninguna duda sobre la  homosexualidad de Winckelmann, viéndolo como parte de su verdadero amor por la Antigüedad clásica, y existía la sospecha de que el estudioso fue asesinado por haber hecho avances al respecto hacia un Arcangeli poco dispuesto (o ya no dispuesto, dado el número de días pasados juntos).